# Semper Fidelis (Auszeichnung)
Der Semper-Fidelis-Preis ist eine Auszeichnung, die alljährlich vom Institut für Nationales Gedenken an diejenigen verliehen wird, die sich besonders stark dafür engagieren, das Erbe der ehemaligen polnischen Ostgebiete aufrechtzuerhalten.

## Geschichte
Durch Grenzverschiebungen nach dem Zweiten Weltkrieg gelangten Gebiete, die stark mit der polnischen Geschichte und Kultur verbunden waren, an die Sowjetunion. Auf dem Territorium des heutigen Litauens, von Belarus und der Ukraine gibt es immer noch Denkmäler, Sakralbauten und öffentliche Gebäude, die dauerhaft mit der Geschichte Polens und der Polen verbunden sind. Diese Gebiete werden immer noch von zahlreichen Vertretern der polnischen Gemeinschaft bewohnt, die polnische Traditionen und die Verbindung zu ihrem Heimatland pflegen. Für das Gedenken an die Geschichte der ehemaligen polnischen Ostgebiete engagieren sich aber auch Personen und Institutionen, die im heutigen Polen tätig sind.
Um den Einsatz dieser Personen und Institutionen zu würdigen, rief das Institut für Nationales Gedenken 2019 den „Semper Fidelis“-Preis ins Leben, eine Auszeichnung, die an diejenigen verliehen wird, die sich für die Erhaltung und Verbreitung des Erbes der Kresy engagieren. Mit dieser Auszeichnung wollte das Institut für Nationales Gedenken die Preisträger für ihre Treue zu den Idealen der Republik Polen belohnen.

## Verleihungsmodus
Das Preiskomitee unter dem Vorsitz des Leiters des Instituts für Nationales Gedenken zeichnet jedes Jahr bis zu fünf Personen bzw. Institutionen aus. Zulässig ist dabei jeweils eine posthume Auszeichnung. In begründeten Fällen werden zusätzliche Auszeichnungen gewährt.
Die Ehrenschirmherrschaft über die Auszeichnung im Jahr 2021 übernahm Ministerpräsident Mateusz Morawiecki.